# Эшироль
Эшироль (фр. Échirolles) — коммуна во Франции, находится в регионе Рона — Альпы. Департамент коммуны — Изер. Входит в состав кантона Эшироль. Округ коммуны — Гренобль.
Код INSEE коммуны — 38151. Население коммуны на 2022 год составляло 36 708 человек. Населённый пункт находится на высоте от 217 до 395 метров над уровнем моря. Муниципалитет расположен на расстоянии около 490 км юго-восточнее Парижа, 100 км юго-восточнее Лиона, 5 км южнее Гренобля. Мэр коммуны — Amandine Demore, мандат действует на протяжении 2023—2026 гг.
Динамика населения (INSEE):